# Ludovicus Rogier
Ludovicus Jacobus Rogier, appelé aussi Louis ou Lodewijk, né à Rotterdam le 26 juillet 1894 et mort à Groesbeek le 30 mars 1974, est un enseignant et historien néerlandais.

## Œuvres (en français)
- Nouvelle histoire de l'église. Sous la direction de L.J. Rogier, R. Aubert, M.D. Knowles. Paris, Seuil, 1963-1975. 5 tomes:
  - T. 1: Des origines à Saint Grégoire le Grand, par Jean Daniélou et Henri Marrou
  - T. 2: Le Moyen Age (600-1500)
  - T. 3: Réforme et Contre-Réforme (1500-1715), par Hermann Tüchle, C. A. Bouman et Jacques Le Brun
  - T. 4: Siècle des Lumières, Révolutions, Restaurations (1715-1848), par Jean Daniélou et Henri Marrou
  - T. 5: l'Eglise dans le monde moderne (1848 à nos jours)
- L.J. Rogier et P. Brachin: Histoire du catholicisme hollandais depuis le 16e siècle. Paris, Aubier Montaigne, 1974.